# 杜建林
杜建林（1951年—），江苏洪泽人，汉族，中华人民共和国政治人物、第十一届全国人民代表大会解放军代表。
毕业于国防大学基本系联合战役专业，是中共党员。担任北京军区联勤部政委。2008年起担任全国人大代表。